# Panicum vaginiviscosum
Panicum vaginiviscosum är en gräsart som beskrevs av Stephen Andrew Renvoize och Fernando Omar Zuloaga. Panicum vaginiviscosum ingår i släktet vipphirser, och familjen gräs. Inga underarter finns listade i Catalogue of Life.